# Dogma (serie de televisión)
Dogma es una serie de televisión de terror y suspenso mexicano producido por Luna Negra Films para Televisa, emitido entre 2017 y 2018. Las grabaciones de la producción finalizaron el 10 de septiembre de 2016. De forma simultánea, se estrenó tanto en Canal 5 como en Blim TV el 1 de noviembre de 2017, y finalizó el 24 de enero de 2018.

## Trama
Bruno Santini (Daniel Martínez), es un investigador de casos paranormales y esotéricos que es contactado por Velázquez (Moisés Arizmendi), un hombre que representa a un enigmatico cliente que le ofrece a Bruno seguir financiando su instituto de investigación a cambio de resolver una serie de misteriosos casos milagrosos e inexplicables, acompañado de la ayuda de la Dra. Alicia Cervantes (Iliana Fox), reconocida teóloga e investigadora especialista en cultos religiosos. Bruno no se siente agradable de trabajar con Alicia, pero sabe que es la única opción para salvar su instituto de la quiebra. Juntos se aventuran dentro una serie de casos sobrenaturales buscando respuestas.

## Reparto
- Iliana Fox como la Dra. Alicia Cervantes
- Daniel Martínez como Bruno Santini
- Moisés Arizmendi como Velázquez
- Julio Casado como Javier Álvarez
- Darío Ripoll como Rafael
- Cuauhtémoc Duque como Julio
- José Carlos Rodríguez como Eloy
- Liz Gallardo como Mónica Sánchez

## Audiencia
| Temporada | Horario (CT)                     | Episodios | Primera emisión        | Primera emisión      | Última emisión      | Última emisión       | Prom. de espectadores (millones) |
| Temporada | Horario (CT)                     | Episodios | Fecha                  | Audiencia (millones) | Fecha               | Audiencia (millones) | Prom. de espectadores (millones) |
| --------- | -------------------------------- | --------- | ---------------------- | -------------------- | ------------------- | -------------------- | -------------------------------- |
| 1         | lunes a viernes 22:30 - 23:15 h. | 13        | 1 de noviembre de 2017 | —                    | 24 de enero de 2018 | 0.68                 | 0.63                             |

### Episodios
| N.º | Título                              | Fecha de emisión original | Audiencia (millones) |
| --- | ----------------------------------- | ------------------------- | -------------------- |
| 1 | «Versículo 1.1 Posesión»            | 1 de noviembre de 2017    | —                    |
| Los doctores Bruno Santini y Alicia Cervantes, investigan el caso de David, un niño que se encuentra en coma, luego de ser brutalmente golpeado por su padre y un sacerdote, en un supuesto exorcismo. Un caso que resuena directamente con el tormentoso pasado de Bruno.                   |                                     |                           |                      |
| 2 | «Versículo 1.2 Sanación»            | 8 de noviembre de 2017    | —                    |
| Abner Bautista, líder del culto Redentor Path, supuestamente posee el poder de curación. Bruno debe investigar para descifrar cómo ocurre el "milagro" sin saber que se enfrentan a un rival mucho más poderoso de lo que alguna vez imaginaron.                                             |                                     |                           |                      |
| 3 | «Versículo 1.3 Llanto»              | 15 de noviembre de 2017   | 0.70                 |
| Una virgen que llora sangre conmociona a toda una región de comunidades indígenas. Cuando Bruno y Alicia llegan para investigar, se dan cuenta de que deben enfrentarse a la iglesia y sus fieles, que están dispuestos a defender el milagro con sus propias vidas.                         |                                     |                           |                      |
| 4 | «Versículo 1.4 Violación»           | 22 de noviembre de 2017   | 0.51                 |
| Todo un pueblo desaparece misteriosamente, después de que los habitantes ven algunas luces inexplicables y escuchan trompetas apocalípticas. Bruno y Alicia deberían investigar qué pasó, pero sobre todo, quién lo hizo y por qué.                                                          |                                     |                           |                      |
| 5 | «Versículo 1.5 Premonición»         | 29 de noviembre de 2017   | —                    |
| Después de la trágica explosión de la Estela de Luz, Bruno y Alicia investigan a Daniela, una niña que aparentemente predijo el ataque. Los supuestos poderes de Daniela llaman la atención de Velázquez, porque el cliente está muy interesado en encontrar personas talentosas, como ella. |                                     |                           |                      |
| 6 | «Versículo 1.6 Susurro»             | 6 de diciembre de 2017    | 0.53                 |
| Un niño se cuela en un monasterio y dice haber visto y oído al diablo. Bruno y Alicia investigan el sitio solo para descubrir que dentro de sus paredes se realizan rituales terribles y peligrosos que pondrán sus vidas en riesgo inminente.                                               |                                     |                           |                      |
| 7 | «Versículo 1.7 Reencarnación»       | 13 de diciembre de 2017   | 0.71                 |
| Bruno debe ir a Guadalajara con Mónica Sánchez para investigar a Valeria, una niña que dice recordar su vida pasada. Alicia decide quedarse para preparar el caso contra Bautista, luego de encontrar evidencia que lo vincula con los sacrificios del monasterio.                           |                                     |                           |                      |
| 8 | «Versículo 1.8 La marca del diablo» | 20 de diciembre de 2017   | 0.68                 |
| Mientras investigaba el caso de un bebé nacido con la marca 666, y que también llevó la peste a una ciudad sometida por el narco; Bruno y Alicia son secuestrados en un ambiente hostil y sanguinario, donde la única forma de salir con vida es resolver el misterio.                       |                                     |                           |                      |
| 9 | «Versículo 1.9 Estigmas»            | 27 de diciembre de 2017   | 0.68                 |
| Rox, una prostituta travesti de los suburbios, desarrolla un extraño caso de estigmas. Cuando Bruno y Alicia lo investigan, se dan cuenta de que deben luchar contra la iglesia y contra una gran fuerza oculta que quiere desaparecerla.                                                    |                                     |                           |                      |
| 10 | «Versículo 1.10 Fuego»              | 3 de enero de 2018        | 0.49                 |
| Lo que parecía un extraño caso de combustión espontánea, lleva a Bruno y Alicia al peligroso y sombrío mundo de la trata de personas. |                                     |                           |                      |
| 11 | «Versículo 1.11 Revelación»         | 10 de enero de 2018       | 0.71                 |
| Después de la extraña aparición de un hombre que anuncia el fin del mundo en medio de un partido de fútbol, Bruno y Alicia comienzan una búsqueda incansable para desenmascarar a quien esté detrás de este evento.                                                                          |                                     |                           |                      |
| 12 | «Versículo 1.12 Purgatorio»         | 17 de enero de 2018       | 0.58                 |
| Después de una tragedia inesperada, Bruno se da cuenta de que Alicia y Daniela corren un peligro inminente. Intenta encontrarse con ellos, pero han desaparecido sin dejar rastro. Bruno tendrá que enfrentarse a sus peores demonios, para intentar salvarlos de un destino atroz.          |                                     |                           |                      |
| 13 | «Versículo 1.13 Ritual»             | 24 de enero de 2018       | 0.68                 |
| Bruno debe comenzar y adentrarse en un mundo desconocido, donde el tiempo será un factor fundamental para salvar a Daniela y Alicia. |                                     |                           |                      |

## Premios y nominaciones

### Premios TVyNovelas 2018
| Categoría                         | Nominados                            | Resultados |
| --------------------------------- | ------------------------------------ | ---------- |
| Mejor serie                       | Leonardo Zimbrón Mónica Vargas Celis | Nominados  |
| Mejor actriz protagónica de serie | Iliana Fox                           | Nominada   |
| Mejor actor protagónico de serie  | Daniel Martínez                      | Nominados  |